# Toto Blanke
Toto Blanke, eigentlich Hans Otto Blanke (* 16. September 1936 in Paderborn; † 24. Oktober 2013 in Hamburg), war ein deutscher Jazz-Gitarrist.

## Leben und Wirken
Blanke trat bereits während seines Architekturstudiums in Braunschweig (zwischen 1957 und 1964) mit Gunter Hampel und Otto Wolters auf. Anfang der 1960er-Jahre gehörte er dann in Paderborn einige Zeit der Tanzkapelle City Gents an, in der er sich zusammen mit dem Tenor-Saxophonisten Berndt Meinolf die Melodieparts teilte. 1970 wechselte er ins Profilager. Mit der Rockjazz-Gruppe Association P. C. (zu der außer ihm der Bassist Sigi Busch, der niederländische Schlagzeuger Pierre Courbois und als Keyboarder Jasper van’t Hof bzw. Joachim Kühn gehörten) trat er bei zahlreichen Festivals auf (u. a. 1971 bei den Berliner Jazztagen) und veröffentlichte in den frühen 1970er Jahren einige Schallplatten, u. a. auch mit dem Flötisten Jeremy Steig. Anschließend arbeitete er mit Joachim und Rolf Kühn, Randy Brecker, Jan Akkerman und im Duo mit Philip Catherine. 1975 spielte Blanke mit Joachim Kühn, Charlie Mariano, John Lee und Gerry Brown sein erstes Album „Spiders Dance“ ein. Zu seiner Gruppe Electric Circus gehörten zunächst (1976, nachdem die Musiker schon zwei Jahre zuvor auf dem Baden-Baden New Jazz Meeting zueinander gefunden hatten) Jasper van't Hof und der Drummer Edward Vesala; später erweiterte Blanke die Gruppe zum Quartett (u. a. mit Dave King, zuletzt mit Tony Lakatos, Heinrich Hock und Norbert Dömling). Die Gruppe, die noch um den Pianisten Stu Goldberg und Trilok Gurtu ergänzt wurde, war auch in der DDR, in Italien, Österreich und Polen auf Tournee.
Im Duo war Blanke auch mit dem tschechischen Gitarristen Rudolf Dašek, mit dem er u. a. auf dem internationalen Gitarrenfestival „Guitarras del Mundo“ 2002 in Argentinien zu hören war, mit Stu Goldberg oder mit Charlie Mariano unterwegs. Er spielte auch mit Adelhard Roidinger, Leszek Zadlo, Chris Beier und Lajos Dudas. Für seine Beschäftigung mit der Musik des Tango gründete Blanke gemeinsam mit dem Sänger Raul Montero und wechselnden Bandoneonspielern das „Trio Tango.“ 1992 entstand ein Quartett mit dem Bandoneonvirtuosen Rene Maria Rivero, dem Bassisten Carlos Bica und dem Perkussionisten Marcio Doctor. 1996 nahm er mit dem Gitarristen und Charangospieler Diego Jasca die CD „Sur“ auf.
In den letzten Jahren ist Blanke vornehmlich mit Solo-Produktionen in Erscheinung getreten, aber auch mit Text- und Musik-Programmen mit Eugen Drewermann und mit Erwin Grosche. Als Großneffe des Künstlers Willy Lucas drehte er einen Film über diesen beziehungsweise über dessen Landschafts- und Städtebilder.
2011 erhielt der Musiker für seine künstlerische Tätigkeit den Kulturpreis seiner Heimatstadt Paderborn.
Blanke ist nach kurzer schwerer Krankheit im Alter von 77 Jahren gestorben.

## Diskographische Hinweise

### Unter eigenem Namen
- Spider's Dance (1975, mit Charlie Mariano, Joachim Kühn, John Lee und Gerry Brown)
- Tales of Tomorrow (1978, mit Jörg Kramer, Marian Lale, Makar Niedrig, Thomas Schultze)
- Somewhere in Time (1981)
- Fools Paradise (1989)
- Going Crazy (2004)

Toto Blanke's Electric Circus
- First Meeting Baden Baden 1974 (ed. 2006, mit Jasper van't Hof, Edward Vesala)
- Electric Circus (1976, mit Jasper van't Hof, Edward Vesala, sowie Dave King)[3]
- Live at the Quartier Latin (1976, mit Jasper van't Hof, Edward Vesala, ed. 1979)
- Friends (1979, mit Matthias Nadolny, Stu Goldberg, Norbert Dömling, Heinrich Hock, Trilok Gurtu)
- Family (1980, mit Stu Goldberg, Norbert Dömling, Heinrich Hock, Trilok Gurtu)
- Bella Donna (1983, mit Tony Lakatos, Norbert Dömling, Gabor Szende)

### Toto Blanke & Rudolf Dašek
- Silhouettes – Duets for Acoustic Guitars (1981)
- Meditation – Kirchenmusik! (1984)
- Tramontana (1987)
- Two Much! Guitar (1991)
- Between the Bridge and the Silence (2000)
- Mona Lisa (2000)[4]

### Jorge Cardoso / David Qualey / Rudolf Dašek / Toto Blanke
- Talking Hands – Live (1990)